# 羊毛工病
羊毛工病是炭疽病中的一种，其透過吸入病原體传播，其名稱來自早其主要的感染者，多為接觸動物製品或排泄物而受到感染。